# Scoteanax rueppellii
Scoteanax rueppellii é uma espécie de morcegos da família Vespertilionidae, endêmica da Austrália. É a única espécie do gênero Scoteanax, que no passado, era incluído no Nycticeius, mas foi elevado a gênero distinto por Kitchener e Caputi (1985).